# Sarxanbəyli
Sarxanbəyli è un comune dell'Azerbaigian situato nel distretto di Sabirabad. Conta una popolazione di 1 637 abitanti.